# جويل ديوي
جويل ديوي (بالإنجليزية: Joel Dewey)‏ هو ضابط أمريكي، ولد في 20 سبتمبر 1840 في جورجيا في الولايات المتحدة، وتوفي في 17 يونيو 1873 في نوكسفيل في الولايات المتحدة.